# Bahnstrecke Hesedorf–Stade
| |                               |                                     |                                     |
| Streckennummer (DB): | 1260                          |                                     |                                     |
| Kursbuchstrecke (DB): | 12125 190b (1934) 217b (1946) |                                     |                                     |
| Streckenlänge: | 26,549 km                     |                                     |                                     |
| Spurweite: | 1435 mm (Normalspur)          |                                     |                                     |
| Streckenklasse: | C3                            |                                     |                                     |
| Maximale Neigung: | 5,7 ‰                         |                                     |                                     |
| Minimaler Radius: | 190 m                         |                                     |                                     |
| Streckengeschwindigkeit: | 80 km/h                       |                                     |                                     |
| |                               |                                     |                                     |
| \| \| \| von Bremerhaven-Wulsdorf \| \| \| \| 0,000 \| Hesedorf \| Hesedorf \| \| \| \| Anschluss Elbe-Weser-Kaserne \| \| \| \| \| nach Buchholz \| \| \| \| 5,450 \| Essel (Kr Stade) \| Essel (Kr Stade) \| \| \| 8,110 \| Mulsum-Essel \| Mulsum-Essel \| \| \| 14,400 \| Fredenbeck \| Fredenbeck \| \| \| 18,070 \| Deinste \| Deinste \| \| \| \| Deutsches Feld- und Kleinbahnmuseum \| \| \| \| 20,360 \| Hagen (Kr Stade) \| Hagen (Kr Stade) \| \| \| \| Bundesstraße 73 \| \| \| \| \| vom Gewerbegebiet Stade Süd \| \| \| \| 25,607 \| EVB / DB InfraGO \| EVB / DB InfraGO \| \| \| 25,631 \| von Hamburg \| von Hamburg \| \| \| \| von Itzwörden \| \| \| \| 26,549 \| Stade \| Stade \| \| \| \| nach Bützfleth \| \| \| \| \| nach Cuxhaven \| \| \| \| \| \| \| \| Quellen: [1][2][3] \| \| \| \| |                               |                                     |                                     |
| Strecke |                               | von Bremerhaven-Wulsdorf            | von Bremerhaven-Wulsdorf            |
| Bahnhof | 0,000                         | Hesedorf                            | Hesedorf                            |
| Abzweig geradeaus und nach links |                               | Anschluss Elbe-Weser-Kaserne        | Anschluss Elbe-Weser-Kaserne        |
| Abzweig geradeaus und nach rechts |                               | nach Buchholz                       | nach Buchholz                       |
| Haltepunkt / Haltestelle | 5,450                         | Essel (Kr Stade)                    | Essel (Kr Stade)                    |
| Bahnhof | 8,110                         | Mulsum-Essel                        | Mulsum-Essel                        |
| Bahnhof | 14,400                        | Fredenbeck                          | Fredenbeck                          |
| Bahnhof | 18,070                        | Deinste                             | Deinste                             |
| Strecke |                               | Deutsches Feld- und Kleinbahnmuseum | Deutsches Feld- und Kleinbahnmuseum |
| Haltepunkt / Haltestelle | 20,360                        | Hagen (Kr Stade)                    | Hagen (Kr Stade)                    |
| Strecke mit Straßenbrücke |                               | Bundesstraße 73                     | Bundesstraße 73                     |
| Abzweig geradeaus und von rechts |                               | vom Gewerbegebiet Stade Süd         | vom Gewerbegebiet Stade Süd         |
| Wechsel des Eisenbahninfrastrukturunternehmens | 25,607                        | EVB / DB InfraGO                    | EVB / DB InfraGO                    |
| Abzweig geradeaus und von rechts | 25,631                        | von Hamburg                         | von Hamburg                         |
| Abzweig geradeaus und ehemals von rechts |                               | von Itzwörden                       | von Itzwörden                       |
| Bahnhof | 26,549                        | Stade                               | Stade                               |
| Abzweig geradeaus und nach rechts |                               | nach Bützfleth                      | nach Bützfleth                      |
| Strecke |                               | nach Cuxhaven                       | nach Cuxhaven                       |
| |                               |                                     |                                     |
| Quellen: |                               |                                     |                                     |

Die Bahnstrecke Hesedorf–Stade ist eine Bahnstrecke im Elbe-Weser-Dreieck im nördlichen Niedersachsen zwischen Hesedorf und Stade.
1993 endete der reguläre Personenverkehr, heute verkehren von Mai bis Anfang Oktober unter dem Namen Moorexpress an Wochenenden und Feiertagen Touristik-Züge zwischen Bremen und Stade nach festem Fahrplan; im Winterhalbjahr finden Sonderfahrten statt.

## Geschichte
Am 1. Oktober 1898 wurde die Strecke in Betrieb genommen. Sie war im Staatsbesitz und wurde von der jeweiligen Staatsbahn betrieben. Am 27. September 1992 wurde sie von den Eisenbahnen und Verkehrsbetrieben Elbe-Weser übernommen.

## Verkehr

### Staatsbahnen (bis 1992)
Die Züge der Deutschen Bundesbahn verkehrten über die Relation Bremerhaven Hbf–Stade und führten teilweise Kurswagen in Richtung Hamburg Hbf, die in Stade an Züge der Relation Cuxhaven–Hamburg Hbf überstellt wurden.
Am 27. September 1992 wurde die Strecke von den Eisenbahnen und Verkehrsbetriebe Elbe-Weser (EVB) übernommen. Da die Anliegergemeinden nach der Übernahme durch die Eisenbahnen und Verkehrsbetriebe Elbe-Weser sich nicht an der Finanzierung des Personenverkehrs beteiligen wollten, wurde dieser am 25. September 1993 eingestellt, die Personenzüge von Bremerhaven fahren seitdem über Harsefeld nach Buxtehude und fuhren bis Dezember 2007 teilweise weiter nach Hamburg-Neugraben.
Der verbliebene Güterverkehr wurde zum 14. Dezember 2003 eingestellt.
Auf dem Abschnitt fahren morgens und abends Züge der Bahngesellschaft Start Unterelbe zur Wartung ins Betriebswerk der EVB in Bremervörde, die nicht für den öffentlichen Verkehr freigegeben sind.

### Museumsbetrieb

Logo Moorexpress

Seit 2000 findet von Mai bis Oktober an allen Samstagen, Sonntagen und Feiertagen ein regelmäßiger Verkehr von vier Zugpaaren mit historischen Dieseltriebwagen statt. Seit der Saison 2006 fährt dieser sogenannte Moorexpress bis Bremen Hauptbahnhof. Eigentlich sind es fünf Zugfahrten je Richtung: Morgens früh fahren Züge von Bremervörde nach Bremen und nach Stade, dann fahren drei Zugpaare von einem Endbahnhof zum anderen, abends fährt je ein Zug von jedem Endbahnhof nach Bremervörde. Die Fahrtdauer zwischen Bremervörde und Stade beträgt 50 Minuten, zwischen Bremervörde und Bremen rund zwei Stunden.
Da es sich um einen Museumsbetrieb handelt, sind Fahrkarten der Verkehrsverbünde, durch die die Strecke führt, nicht gültig. Die Freifahrt für Schwerbehinderte ist jedoch gegeben, wobei aufgrund der mangelnden Einstiegsbreite Rollstühle nur gefaltet transportiert werden können. Sonderfahrkarten werden vom Schaffner im Zug verkauft oder können bei Touristik-Agenturen in der Region erworben werden. Auch die Fahrradmitnahme ist möglich. Sie erfolgt je nach Bedarf entweder in den Triebwagen oder in einem in den Triebwagenzug integrierten gedeckten Güterwagen. Von zwei Haltepunkten abgesehen ist zwischen Bremervörde und Worpswede das Verladen von Fahrrädern möglich. Informationen zur Geschichte der Bahn können den Fahrgästen während der Fahrt auch durch eine Audioführung per MP3-Player vermittelt werden.

### Reaktivierung
Das Potential für eine Wiederaufnahme des Personenverkehrs auf der Strecke Hesedorf–Stade wurde im Auftrag der evb im Rahmen einer Machbarkeitsstudie nach Verfahrensanleitung der Standardisierten Bewertung untersucht, die im August 2022 fertiggestellt wurde. Bei einer im Stundentakt verkehrenden Linie zwischen Bremervörde und Stade ergibt sich demnach ein Nutzen-Kosten-Verhältnis von 1,23, bei einer Verlängerung der Linie über die Bahnstrecke Hamburg-Harburg–Cuxhaven zu einer neuen Station am Klinikum Stade bzw. nach Himmelpforten beträgt das Nutzen-Kosten-Verhältnis 1,81 bzw. 2,37.
Auf der Strecke soll ab Ende 2027 wieder täglicher Personenverkehr angeboten werden. Hierbei handelt es sich zunächst um ein Zwischenkonzept, wobei in Stade Gleis 2 benutzt werden soll. Bis 2030 soll DB InfraGo in Stade die Baumaßnahmen, die einen neuen Bahnsteig umfassen, umgesetzt haben, um damit das Zielkonzept zu ermöglichen.

## Sehenswürdigkeiten
In Deinste gibt es das Deutsche Feld- und Kleinbahnmuseum.